# Championnat d'Afrique du Sud de football 2018-2019
Navigation
Édition précédente Édition suivante
La saison 2018-2019 du Championnat d'Afrique du Sud de football est la 23e édition du championnat de première division en Afrique du Sud. Les seize meilleurs clubs du pays sont regroupés au sein d'une poule unique, où ils s'affrontent deux fois au cours de la saison, à domicile et à l'extérieur. À l'issue du championnat, le dernier du classement est relégué tandis que l'avant-dernier dispute un barrage de promotion-relégation face aux meilleures équipes de National First Division, la deuxième division sud-africaine.

## Participants
| Club                | Ville                       | Classement 2017-2018 | Entraîneur                    | Stade                   | Capacité |
| ------------------- | --------------------------- | -------------------- | ----------------------------- | ----------------------- | -------- |
| Mamelodi Sundowns   | Pretoria (Chloorkop)        | 1er                  | Pitso John Mosimane           | Loftus Versfeld Stadium | 52 000   |
| Orlando Pirates     | Johannesbourg (Soweto)      | 2e                   | Milutin Sredojevic            | Orlando Stadium         | 40 000   |
| Kaizer Chiefs       | Johannesbourg (Soweto)      | 3e                   | Giovanni Solinas              | FNB Stadium             | 95 000   |
| Maritzburg United   | Pietermaritzburg            | 4e                   | Fadlu Davids                  | Harry Gwala Stadium     | 13 000   |
| Cape Town City      | Tembisa                     | 5e                   | Benedict McCarthy             | Makhulong Stadium       | 20 000   |
| Free State Stars    | Bethlehem                   | 6e                   | Luc Eymael                    | Charles Mopeli Stadium  | 35 000   |
| Supersport United   | Pretoria (Atteridgeville)   | 7e                   | Kaitano Tembo                 | Lucas Moripe Stadium    | 29 000   |
| Golden Arrows       | Durban                      | 8e                   | Clinton Larsen                | Princess Magogo Stadium | 12 000   |
| AmaZulu             | Durban                      | 9e                   | Cavin Johnson                 | Moses Mabhida Stadium   | 62 760   |
| Chippa United       | Le Cap (Nyanga)             | 10e                  | Vladislav Herić               | Athlone Stadium         | 30 000   |
| Bloemfontein Celtic | Bloemfontein                | 11e                  | Steve Komphela                | Seisa Ramabodu Stadium  | 20 000   |
| Polokwane City FC   | Polokwane                   | 12e                  | Jozef Vukušič Bernard Molekwa | Stade Peter-Mokaba      | 41 733   |
| Bidvest Wits        | Johannesburg (Braamfontein) | 13e                  | Gavin Hunt                    | Bidvest Stadium         | 5 000    |
| Baroka FC           | Pretoria (Hatfield)         | 14e                  | Richard Mashabane             | Tuks ABSA Stadium       | 8 000    |
| Highlands Park      | Johannesbourg               | 1er (D2)             | Steve Haupt                   | Modderfontein Stadium   | 15 000   |
| Black Leopards      | Thohoyandou                 | 2e (D2)              | Joel Masutha                  | Thohoyandou Stadium     | 40 000   |

Légende des couleurs
- Phase de poules de la Ligue des champions 2019
- Phase de poules de la Coupe de la confédération 2018
- Promu de NSL 2017-2018

## Compétition

### Classement
Le classement est établi sur le barème de points classique (victoire à 3 points, match nul à 1, défaite à 0).
Pour départager les égalités, on tient d'abord compte de la différence de buts générale, puis du nombre de buts marqués, puis des confrontations directes.
| Rang | Équipe              | Pts  | J  | G  | N  | P  | Bp | Bc | Diff |
| ---- | ------------------- | ---- | -- | -- | -- | -- | -- | -- | ---- |
| 1    | Mamelodi Sundowns T | 59   | 30 | 16 | 11 | 3  | 40 | 24 | +16  |
| 2    | Orlando Pirates     | 57   | 30 | 15 | 12 | 3  | 44 | 24 | +20  |
| 3    | Bidvest Wits        | 54   | 30 | 16 | 6  | 8  | 45 | 29 | +16  |
| 4    | Cape Town City FC   | 48   | 30 | 13 | 9  | 8  | 47 | 35 | +12  |
| 5    | Polokwane City FC   | 44   | 30 | 11 | 11 | 8  | 38 | 35 | +3   |
| 6    | SuperSport United   | 44   | 30 | 12 | 8  | 10 | 29 | 29 | 0    |
| 7    | Highlands ParkP     | 41   | 30 | 9  | 14 | 7  | 35 | 32 | +3   |
| 8    | Bloemfontein Celtic | 40   | 30 | 11 | 7  | 12 | 35 | 37 | -2   |
| 9    | Kaizer Chiefs       | 39   | 30 | 9  | 12 | 9  | 33 | 29 | +4   |
| 10   | Golden Arrows       | 36   | 30 | 8  | 12 | 10 | 27 | 31 | -4   |
| 11   | AmaZulu             | 31-6 | 30 | 10 | 7  | 13 | 33 | 41 | -8   |
| 12   | Chippa United       | 30   | 30 | 7  | 9  | 14 | 27 | 35 | -8   |
| 13   | Black LeopardsP     | 30   | 30 | 7  | 9  | 14 | 30 | 46 | -16  |
| 14   | Baroka FC           | 29   | 30 | 6  | 11 | 13 | 27 | 37 | -10  |
| 15   | Maritzburg United   | 27   | 30 | 6  | 9  | 15 | 22 | 32 | -10  |
| 16   | Free State Stars    | 27   | 30 | 6  | 9  | 15 | 31 | 47 | -16  |

|  | Qualification pour la Ligue des champions de la CAF 2019-2020                  |
|  | Qualification pour la Coupe de la confédération 2019-2020                      |
|  | Relégation directe en deuxième division                                        |
|  | barrage de relégation                                                          |
|  | T : Tenant du titre C : Vainqueur de la Coupe d'Afrique du Sud P : Promu de D2 |

- AmaZulu a une pénalité de 6 points à la suite d'un non-paiement de joueur[1].
- TS Galaxy FC, club de National First Division (deuxième division) remporte la Coupe d'Afrique du Sud et se qualifie pour la Coupe de la confédération 2019-2020[2].

### Barrage de promotion-relégation
Le 15e de première division retrouve les 2e et 3e de deuxième division pour le barrage de promotion-relégation qui se dispute sous forme d'une poule unique où les 3 équipes s'affrontent en matchs aller et retour.
| Rang | Équipe                            | Pts | J | G | N | P | Bp | Bc | Diff |
| ---- | --------------------------------- | --- | - | - | - | - | -- | -- | ---- |
| 1    | Maritzburg United (D1)            | 12  | 4 | 4 | 0 | 0 | 7  | 1  | +6   |
| 2    | Royal Eagles (D2)                 | 3   | 4 | 1 | 0 | 3 | 2  | 5  | -3   |
| 3    | Tshakhuma Tsha Madzivhandila (D2) | 3   | 4 | 1 | 0 | 3 | 3  | 6  | -3   |

## Bilan de la saison
| Championnat d'Afrique du Sud de football 2018-2019                        |                              |
| Champion                                                                  | Mamelodi Sundowns (9e titre) |
| Coupes et trophées                                                        |                              |
| Vainqueur de la Coupe d'Afrique du Sud 2018-2019                          | TS Galaxy                    |
| Qualifications continentales                                              |                              |
| Ligue des champions de la CAF 2019-2020                                   | Mamelodi Sundowns            |
| Ligue des champions de la CAF 2019-2020                                   | Orlando Pirates              |
| Coupe de la confédération 2019-2020                                       | TS Galaxy                    |
| Coupe de la confédération 2019-2020                                       | Bidvest Wits                 |
| Promotions et relégations                                                 |                              |
| Promus en Championnat d'Afrique du Sud de football                        | Stellenbosch FC              |
| Relégués en Championnat d'Afrique du Sud de football de deuxième division | Free State Stars             |